# 阿不都克里木·阿巴索夫
阿不都克里木·阿巴索夫（維吾爾語：ئابدۇكىرىم ئابباسوف‎，；1921年9月—1949年8月27日），維吾爾族，祖籍新疆阿图什，生于俄罗斯苏维埃联邦社会主义共和国突厥斯坦苏维埃社会主义自治共和国普尔热瓦尔斯克（今吉爾吉斯共和國卡拉科尔）。新疆共产主义革命家，三区革命主要领导人之一，被誉为“天山雄鹰”。

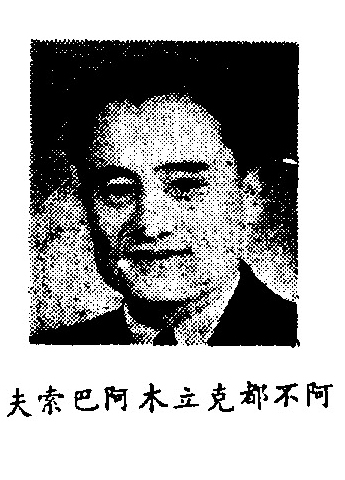
阿巴索夫作为制憲國民大會代表时的照片

## 生平

### 投身革命

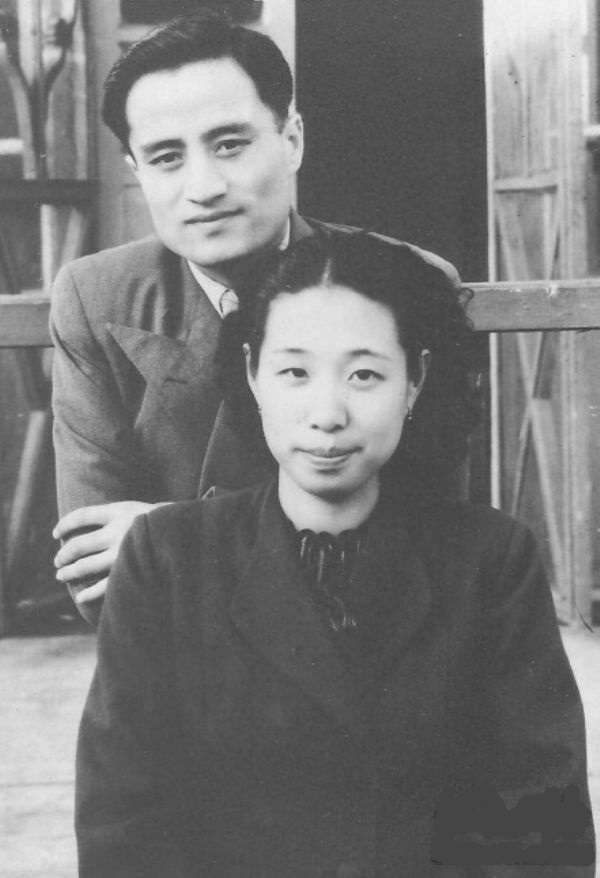
1946年，阿巴索夫和妻子吕素新（维吾尔名“阿丽娅”）

1921年生于苏维埃俄国普尔热瓦尔斯克。1926年随双亲迁居新疆伊宁。阿巴索夫之父思想开明，1936年阿巴索夫毕业于乌什县小学之后，他没有把儿子送到宗教学校，而是同意阿巴索夫到迪化（今乌鲁木齐市）上初中的要求。阿巴索夫进入新疆省立第一中学民族二班学习。该中学是当时新疆第一批现代化的多民族学校之一。当时主持该校工作的是中国共产党党员及左翼人士，阿巴索夫在学校学习了汉语文，结识了和汉族军阀大不相同的汉族人，并和汉族同学结为友好，也“对共产党人产生了好感”。在校期间，他关注苏联情况，1937年曾向刚从苏联学习归来的赛福鼎·艾则孜了解苏联社会情况，并向他索要了马克思、恩格斯、列宁、斯大林的著作。
1938年8月，阿巴索夫进入新疆学院高中部民族班学习。这时，新疆学院师生思想活跃，可公开谈论马列主义、唯物主义、阶级斗争等话题，阿巴索夫也参与到各种活动中。在校期间，中国共产党党员俞秀松、李云扬，特别是该校政治教员、中国共产党党员林基路引导阿巴索夫走上了共产主义道路。林基路给阿巴索夫补习汉语文，将自己手抄的毛泽东写的文章交给阿巴索夫学习。在校期间，阿巴索夫还结识了杜重远、茅盾等在新疆工作的著名民主人士。
1938年，本来亲苏亲共的新疆军阀盛世才制造了所谓“阴谋暴动案”，转而清洗左翼亲苏人士。阿巴索夫之父遭受牵连而遇害，此后阿巴索夫被划入“叛逆”子弟，流放到位于准噶尔盆地北边的沙湾县，在沙湾县城的小学任教员。在沙湾县两年的流放中，他阅读了《共产党宣言》、《联共（布）党史简明教程》、《国家与革命》、《论列宁主义基础》、《新民主主义论》等革命书籍。在沙湾县，他还与乌依古尔、郭奎兴等人找来《真理报》等左翼报刊阅读。

### 三区革命爆发

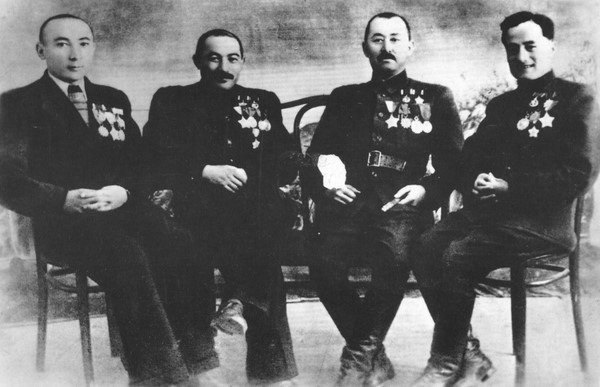
从左依次为：赛福鼎、三区主席阿合买提江、三区谈判代表团团长赖希姆江、三区内务厅长阿巴索夫）

1942年，盛世才与中国国民党合流，对“叛逆”子弟的管制趋于放松，阿巴索夫获准回伊宁看望母亲。回到伊宁后，他起初任教于伊犁女子中学，后又兼任伊犁行政专员公署翻译。1943年至1944年间，以苏联驻伊宁领事馆领事达巴申、副领事波列索夫为中心，策动伊犁各族各界人士建立了各种秘密组织，在左翼知识分子和青年学生中发展了阿不都克里木·阿巴索夫等人。阿巴索夫及同伴们联合了有很大社会影响的大阿訇艾力汗·吐烈，成立了一个由12人领导的解放组织。艾力汗·吐烈为苏联乌兹别克人，支持泛伊斯兰主义。因受伊宁警署监视，阿巴索夫的革命活动遭威胁，被迫避居中苏边境，在当地联络各族青年成立游击队。在中苏边境的霍尔果斯，他从苏联获得了协助及物资援助。1944年9月，盛世才因试图再度投靠苏联斯大林而被国民政府调离新疆。他的调离使新疆暂时出现权力真空，新疆北部爆发了多个起义。
1944年10月，阿巴索夫率游击队员进伊宁，和巩哈（今尼勒克）游击队取得联系，在1944年11月7日打响了伊犁民众反对盛世才统治的第一枪（即伊宁事变），“三区革命”由此开始。当时，阿巴索夫和苏联军事顾问彼得·罗曼诺维奇·亚历山德罗夫率领60人的武装从霍城越界潜入伊宁市区，切断了伊犁河大桥的交通。中国国民党伊宁当局派一个排的兵力企图夺回大桥，未出城即遭到武装人员伏击。当夜，巩哈游击队的主力绕道抵达伊宁，到处进攻国军守军。起义很快取胜，大批汉族人以及国军部队被迫撤往惠远城和艾林巴克（飞机场），起义部队（其中包括从苏联来的穿军装的苏联正规军及数十架苏军飞机，还有从苏联运来的大批火炮）在苏联军事总顾问科兹洛夫统一指挥下，至12月31日将惠远城国军守军歼灭，守将陈伯良、高炜在惠远城被攻破时相互射击自杀身亡。伊宁被起义军攻克后，大批极端民族主义者用大刀和木棒对汉族人和华侨进行了大规模屠杀，造成许多伤亡后才被临时政府制止。阿巴索夫反对这种民族仇杀，设法对汉族人士加以保护。
起义随后蔓延到伊犁、塔城、阿山三个区，形成“三区革命”。1944年11月12日，伊犁解放组织在伊宁成立东突厥斯坦共和国，艾力汗·吐烈任临时政府主席，阿巴索夫任临时政府内政部长。“三区革命”初期领导人包括三部分人士：封建宗教上层人士，具备资产阶级观点人士，具备共产主义思想的知识分子。泛伊斯兰主义者、泛突厥主义者、共产主义者都在其中。起初，封建宗教上层人士获得“三区革命”的领导权，试图将“三区革命”引导到使新疆脱离中国、对汉族人进行仇杀的道路上。他发出命令，保护伊犁的汉族居民。他还将汉族朋友们及其亲属安排到自己家进行保护。阿巴索夫不仅设法保护汉族群众，且试图通过有组织活动制止该趋势，他决定在青年中开展马列主义教育，筹建青年团。1944年11月4日，青年团成立，该组织成为日后阿巴索夫同艾力汗·吐烈代表的泛伊斯兰主义及分裂国家道路开展斗争的力量。1945年，东突厥斯坦革命党成立，到1946年10月党员已有1.5万人。
三区革命基本停战以后，阿巴索夫建议成立“汉族办事处”，以安顿汉族民众的生活，同时还建议出版汉文报纸《民主报》，恢复汉族小学。他还建议设立孤儿院，收养了一批汉族孤儿。在阿巴索夫的提议下，1945年2月24日，临时政府发出了“保护汉族百姓”的第24号决议。1945年春末夏初，阿巴索夫到汉族朋友柴恒森家聊天时说：“现在有人建议把这里（指伊宁）的汉族人全部送到新源县去集中管理。我对这个建议是坚决反对的，因为这样做，只会给革命前途带来很大的损失，对目前也不会有任何好处；我的看法，受到许多青年同志的支持，但守旧势力还是不能轻视，今后还必须要尽很大的努力，才能改变封建、狭隘、落后的思想意识。”

### 阿克苏之战

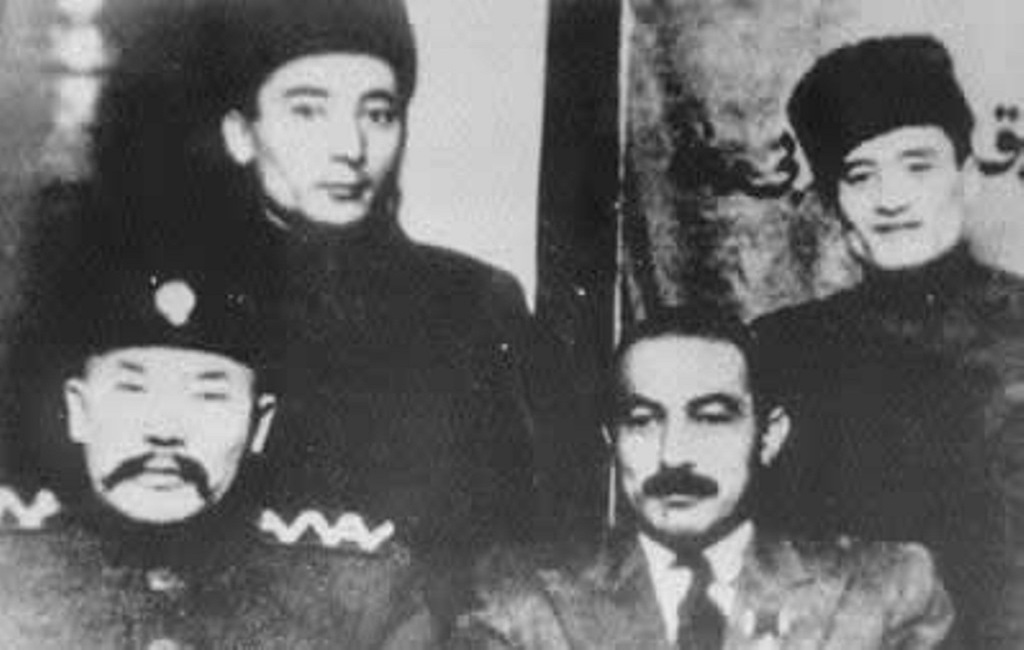
参加新疆省联合政府的三区方面四名委员。阿合买提江（前右）、伊斯哈克伯克（前左）、阿巴索夫（后右）、赛福鼎（后左）

1945年4月8日，三区革命的各游击队及各武装合并，成立了民族军，阿巴索夫担任政治委员。民族军是多民族共同组成的军队，包括维吾尔族、哈萨克族、柯尔克孜族、俄罗斯族、回族、蒙古族、锡伯族的骑兵旅，以及一些汉族新兵。在苏联顾问及军事人员的支持下，民族军进行了一系列进攻，以将临时政府的控制区扩展到伊犁河谷以外。
1945年7月，阿巴索夫率民族军的南路军开始了对阿克苏的进攻。8月，阿巴索夫率部控制了天山中连接伊犁河谷与塔里木盆地的要道。9月2日占领了拜城县。并且在9月6日占领温宿县。
1945年8月14日中华民国国民政府与苏联达成《中苏友好同盟条约》之后，苏联受到条约的压力而停止支持三区革命。为了加强临时政府在政治上讨价还价的地位，临时政府主席艾力汗·吐烈在9月初命令民族军加快进攻。
阿巴索夫于9月7日包围阿克苏，但是国军守将赵汉奇进行了有力反击，并在9月13日打破包围。在战斗期间，阿克苏方面还先后两次将监狱中关押的亲三区革命政权的人犯成批屠杀，第一次杀十六人，其中包括阿巴索夫的弟弟斯依提·阿巴索夫（Siyiti Abbas），第二次杀十二人，其中包括著名的维吾尔族诗人鲁特甫拉·穆塔里甫。9月中旬，阿巴索夫重新包围阿克苏，这次有苏联顾问纳斯洛夫（Nasyrov）及艾力汗·吐烈之子的增援。但经过数周无望的战斗后，民族军在10月6日被迫撤走。6天之后，临时政府与国民政府中央在迪化开始和谈。1946年2月，双方签订了《和平条款》。

### 联合政府时期

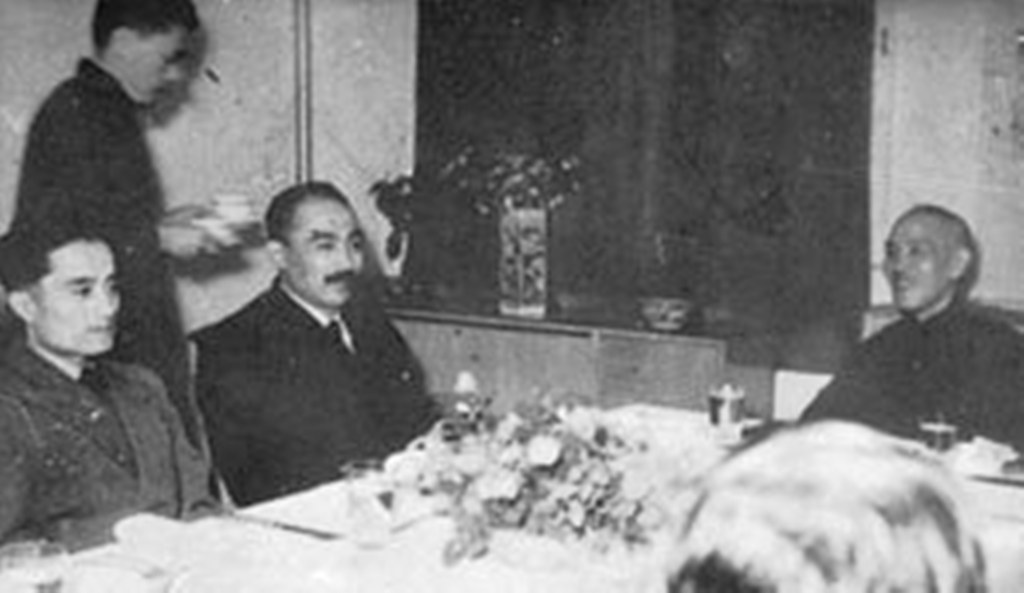
1946年11月22日，蒋介石（右）在南京接见前来参加国民大会的阿合买提江（中）、阿巴索夫（左）。

1946年，具有共产主义思想的领导人取得了“三区革命”的领导权。“三区革命”领导人反复总结经验教训，自理论上清除了民族分裂主义的影响。阿巴索夫根据美帝国主义支持国民党反动派镇压新疆少数民族革命的情况，认为现代民族问题的实质是全世界各殖民地及半殖民地受压迫人民反对帝国主义压迫与剥削的解放问题。他认为民族解放运动不应是某个民族的单独行动。在“三区革命”临时政府委员会的日常工作中，阿巴索夫通过组织、报纸、会议等途径，宣传党的方针政策。1946年5月5日，阿巴索夫在伊宁秘密成立了东突厥斯坦革命党，并且和新疆一批向往中国共产党的汉族青年知识分子，有着比较密切的联系和交往。
1946年6月下旬，“三区革命”领导人与南京国民政府和解，签订了《和平条款》。根据该协定，取消了“东突厥斯坦共和国”之名，成立了伊犁、塔城、阿山专区。同年6月，对新疆省政府进行了改组，成立了由“三区革命”代表、七区代表、国民政府中央代表共同组成的新疆省联合政府，张治中任主席，阿合買提江·哈斯木任副主席，阿巴索夫任政府副秘书长。阿合買提江·哈斯木和阿巴索夫同意抛弃原临时政府的东突独立主张，原临时政府主席艾力汗·吐烈被送回苏联。阿巴索夫为参加省联合政府的工作从伊犁来到迪化，通过老同学陈锡华（新疆共产主义者同盟成员）的关系，会见了新疆共产主义者同盟的宣传委员李泰玉。
1946年12月，阿巴索夫作为新疆代表，到南京参加了制宪国民大会。

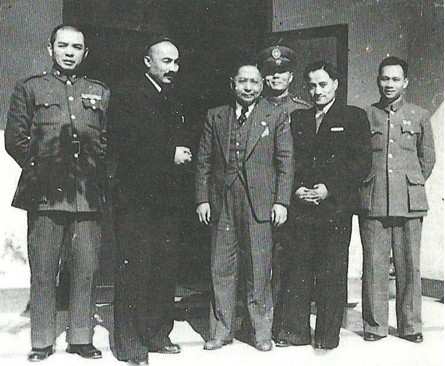
1946年11月24日，阿合买提江（左二）、阿巴索夫（左前四）与孙科（左三）在南京孙科宅邸合影

在南京期间，1946年12月5日深夜，阿巴索夫独自秘密前往中共驻南京办事处（梅园新村），会见了董必武，向董必武汇报了新疆的斗争形势，提出了希望中共派人来新疆领导各项工作，并吸收他和其他10名进步分子入党等要求。阿巴索夫转交了由李泰玉起草的新疆共产主义者同盟致中共中央的信，信中称：“请中国共产党把东突厥斯坦革命党接受为自己的下属组织，请中央派干部来领导工作，请派技术干部携带电台到新疆工作。”董必武当晚即电告中共中央称：“新疆国大代表阿巴索夫，系新疆省府委员兼副秘书长，原伊宁起义首领之一，来会我，称在新疆有一个共产主义者同盟的组织，在新疆解放区公开，在迪化和其他地点还是秘密的。现有15000人。领导同盟的共11人，曾要求加入联共。联共以苏联外交关系，未允。”中共中央次日由周恩来亲自起草复电，由刘少奇签发，复电中称：

甲、望向阿同志询问：1、新疆整个政治、军事、经济、外交等情况及其发展。2、新共同盟之具体主张。3、阿同志可否带工作人员一道回新，并建立与延安电台联络。

乙、……并向阿同志声明下列各点：1、中共愿与新共联盟第一步建立友谊关系；2、派去之代表，其任务只是联络与观察；3、新共同盟11人入党事，原则上欢迎，但具体解决须联络代表到后经电报决定；4、新疆工作，应以新共同盟为领导中心……
12月11日晚，阿巴索夫再到梅园新村见董必武，董必武按中共中央指示答复了阿巴索夫，并派彭国安（到新疆后化名“王南迪”）带一部电台随阿巴索夫返回新疆。1月4日，阿巴索夫、阿合買提江·哈斯木和彭国安携中共七大文件及毛泽东、刘少奇著作返回迪化，彭国安住在阿巴索夫家，但因彭国安带来的电台功率小，未能建立同延安的直接联系。回到新疆后，在阿巴索夫的领导下，2月3日和李泰玉等人举行会议，汇报了两次与董必武会见的情况，以及董必武传达的中共中央的意见：“新疆的进步组织能合并的话经过协商合并起来，这样有利于形成力量，更好的斗争。但在组织名称上，考虑到新疆情况复杂，群众的觉悟程度和接受能力，不宜过早打出共产主义、社会主义的旗帜。”。立即召集东突厥斯坦革命党、新疆共产主义者同盟合并为民主革命党。阿巴索夫成为该党中央委员会主席，李泰玉、艾斯海提任副主席， 其主要成员有赛福鼎、赛甫拉也夫、伊敏诺夫、安尼瓦尔·汗巴巴，以及陈锡华、罗志等人。还将带回的毛主席著作等译成新疆少数民族文字，供进步分子学习。为迎接新疆的解放，又把《中国人民解放军宣言》和《中国人民解放军总部关于重行颁布三大纪律八项注意的训令》有关部分译成维吾尔文进行宣讲，还常向民族军官兵介绍解放战争形势、人民解放军的战绩。1947年3月，民主革命党决定把领导机关迁往伊宁，同时创办了汉文版的《民主报》。他们在《民主报》和三区的报刊上，登载新华社的新闻稿，使三区各族人民对中国共产党的理论政策，有了一定的了解。

### 联合政府的破裂

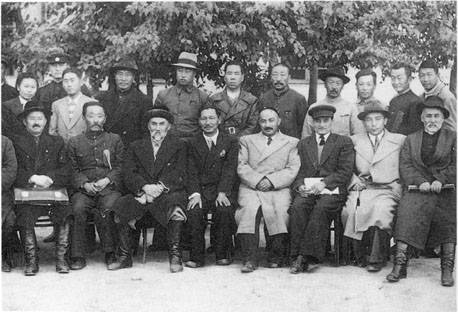
锡伯族－索伦族代表大会。1947年10月下旬，三区锡伯族—索伦族（即今达斡尔族）代表大会在伊宁召开，宣布成立三区锡伯族—索伦族文化会。图为阿合买提江（前排右四）、阿巴索夫（前排右三）、赛福鼎（前排右二）与锡伯族干部和知识分子合影。

1947年，在张治中离开新疆省之后，麦斯武德接任政府主席，“三区革命”领导人和中国国民党方面的关系恶化，因为麦斯武德被视为反对苏联者。鉴于第二次国共内战全面爆发，中国国民党方面劝说哈萨克族领导人乌斯满·巴图尔叛离了“三区革命”方面。此后，阿合買提江·哈斯木和阿巴索夫从迪化回到伊宁，公开支持中国共产党。苏联方面在得知民主革命党在伊犁的活动后，严厉批评了阿巴索夫，民主革命党中央不得不“自行解散”。1947年8月1日，他们在伊宁成立了新疆保卫和平民主同盟，该同盟是由民主革命党及其他左翼组织联合成立。阿合買提江·哈斯木被推举为中央委员会主席和中央组织委员会主席，原民主革命党成员赛福鼎、艾斯海提、安尼瓦尔·汗巴巴等为中央组织委员会委员。阿巴索夫被排除在组织委员会之外“以示惩戒”，后任新盟新闻情报处处长。
1948年2月，阿巴索夫在时任民族军政治部主任、三区革命青年组织民族军委员会主席曹达诺夫·扎依尔的陪同下，视察民族军中线部队，并且在民族军的各驻地宣传全中国革命形势。他还将毛泽东的《中国人民解放军宣言》、《中国人民解放军总部关于重行颁布三大纪律八项注意的训令》有关部分译成维吾尔文宣传。阿巴索夫发表了《人民解放战争与新疆民族问题》、《目前的政治形势和我们的任务》等文章，引用了毛泽东在《中国革命和中国共产党》、《论联合政府》、《新民主主义论》、《中国人民解放军宣言》中的论述，说明新疆革命和中共领导的中国革命唇齿相依。
随着中国共产党在第二次国共内战中不断取胜，阿巴索夫带领三区革命方面更加接近中国共产党。1949年5月11日，阿巴索夫在新疆保卫和平民主同盟积极分子代表会议上作了题为《当前的政治形势和我们的任务》的报告，在引用了毛泽东在《论联合政府》中关于民族政策的论述后说：“我们在民族解放斗争中没有顾及统治民族中有被统治与被压迫人民，因而未分清统治民族内的压迫者与被压迫者，所以产生了一种将国民党反动派与整个汉族看成一体的错误，以至到现在少数不良分子还对汉族采取敌视的态度，甚至强占汉人的财产，拒还债务，以至威胁生命，不顾汉族在法律上的权利。”“事实证明，我们的民族解放运动不仅在其特点、方向及其任务方面和中国人民解放战争一致，而且从民族解放运动的胜利或中国民族问题彻底和正确解决的角度上来看，也是与中国人民解放战争紧密联结在一起的。”“新疆的本地民族只有在中国人民革命的帮助下，才能很快地达到自己的目的。毫无疑问，只有在中国人民革命取得胜利的情况下，新疆人民才能得到解放，新疆的民族问题才能够得到彻底和正确的解决，新疆人民的前途才是光明的。”
1949年6月，刘少奇访问莫斯科，其间请斯大林在中共和平解放新疆的过程中给以便利。在6月27日的会谈中，斯大林说：解放军不应当拖延占领新疆的时间，因为拖延会引起美国人对新疆事务的干涉，他们可以使穆斯林活跃起来，以继续进行反对共产党的内战。刘少奇将斯大林的意见电告中共中央后，毛泽东回电：“同意尽快占领新疆并建议代表团具体地解决提供苏联空军支援和空运部队的问题。”7月11日，苏联得知美国正在策动西北五马撤入新疆，企图在新疆建立所谓“伊斯兰国”的消息后，马上向刘少奇建议：“新疆有三区革命力量与国民党对抗，中共可先派人去联络，再命人民解放军挺进新疆，可提前解放新疆。”7月25日，刘少奇将毛泽东的回电转交斯大林：“同意派邓力群去新疆，其任务是在那里建立和北平的无线电联络。”“如果（西北解放战争进展）是这样，我军就有可能在今冬占领迪化。”毛泽东、刘少奇和斯大林之间，就人民解放军进军新疆以及直接和三区建立联系的问题取得了一致意见。1949年8月17日，派出中共访苏代表团政治秘书邓力群以中共中央联络员的身份，带3名工作人员和一部电台从莫斯科经阿拉木图到达伊宁，经苏联驻伊宁领事尼波·阿里斯托夫安排，8月17日，邓力群正式会见了阿合买提江、伊斯阿克江以及阿巴索夫等人。从而建立了中共与三区革命方面之间的联系。邓力群多次会见了阿合買提江·哈斯木和阿巴索夫，都由阿巴索夫亲自担任翻译，邓力群转交毛泽东邀请他们到北平参加中国人民政治协商会议第一届全体会议的电报，三区革命方面表示同意。

### 空难身亡
1949年8月27日，赴北平参加中国人民政治协商会议第一届全体会议的新疆代表团乘坐的飞机在苏联发生扎巴依喀勒山空难，包括代表团团长阿合买提江·哈斯木，团员阿不都克里木·阿巴索夫、伊斯哈克伯克·穆努诺夫、达列力汗·苏古尔巴也夫、罗志等5人在内的机上17人全体遇难。
1949年11月22日，毛泽东主席在致新盟中央的唁电中表示了深沉的哀悼后指出：阿合买提江等五位同志，生前为新疆人民解放事业英勇奋斗，最后又为中华人民共和国的事业而牺牲，值得全中国人民的永远纪念。

## 个人生活
阿巴索夫曾有一个汉族恋人杨凤仪，是伊犁商会会长杨从的女儿。阿巴索夫在乌鲁木齐的新疆省立一中求学时，认识在新疆省立女子中学就读的杨凤仪。三区革命发生后的1945年，由于外界舆论对她和阿巴索夫爱情的重重压力，一天夜晚杨凤仪给阿巴索夫留下一封“绝命书”后饮弹自杀，年仅22岁。杨凤仪去世后，阿巴索夫悲痛欲绝，写了一首《毅然死后的感言》和一首《为实现毅然遗嘱的誓言》。

## 家人
- 妻：吕素新（维吾尔名“阿丽娅”），为新疆汉族，绰号“黑牡丹”。
- 女儿：哈吉娅·阿巴斯，为遗腹女。[20]

## 延伸阅读
- 赛福鼎·艾则孜，天山雄鹰：阿布杜克力木·阿巴索夫生平，李继成 译，中国文史出版社，1987年，ISBN 9787503400254
- 哈吉娅·阿巴斯，大爱无疆：我的父亲阿不都克里木·阿巴索夫和他的良师益友们，中国文史出版社，2012年，ISBN 9787503434532
- 孟阳 绘、熊坤静 撰文，阿不都克里木·阿巴索夫/新疆历史画丛，新疆人民出版社，2009年，ISBN 9787228130306
- 孟阳 绘、熊坤静 撰文，阿不都克里木·阿巴索夫的故事（汉维对照），新疆人民出版社，2010年，ISBN 9787228140183

| 中华民国大陆时期政党职务 | 中华民国大陆时期政党职务                                 | 中华民国大陆时期政党职务 |
| ------------------------ | -------------------------------------------------------- | ------------------------ |
| 新頭銜                   | 东突厥斯坦革命党中央委员会主席 1946年5月5日—1947年2月3日 | 撤销 原因：解散并改组    |
| 新頭銜                   | 民主革命党中央委员会主席 1947年2月3日—1948年7月          | 撤销 原因：解散并改组    |